# Парасомнія (фільм)
Парасомнія (англ. Parasomnia) — американський фільм жахів 2008 року.

## Сюжет
Лора Бакстер у дитинстві стала жертвою нещасного випадку. Вона впала в тривалу сплячку, лише зрідка прокидаючись. У лікарню, у якій перебуває Лора, поміщений жорстокий маніяк-вбивця Байрон Волп. І у нього є свої плани щодо сплячої Лаури. Тільки випадковий хлопець Денні, щиро закохавшись в неї, зможе допомогти Лорі.

## У ролях
| Актор                | Роль              |
| -------------------- | ----------------- |
| Ділан Пурселл        | Денні Слоун       |
| Патрик Кілпатрик     | Байрон Волп       |
| Джеффрі Комбс        | детектив Гарретт  |
| Шерілін Вілсон       | Лора Бакстер      |
| Тімоті Боттомс       | доктор Корсо      |
| Джанет Трейсі Кейсер | Сара              |
| Кетрін Лі Скотт      | медсестра Еванс   |
| Бреннан Бейлі        | Денні, у 8 років  |
| Дов Тіфенбах         | Біллі             |
| Елісон Брі           | Дарсі             |
| Кетрін Карлсберг     | Міранда           |
| Сера Д'Лейн          | молода медсестра  |
| Медісон Девенпорт    | молода Лара       |
| Джефф Дусетте        | детектив Конрой   |
| Мекіта Фейі          | медсестра         |
| Енцо Джоббе          | людина з камерою  |
| Луїс Грехем          | доктор Бейлі      |
| Вероніка Гарт        | репортерка        |
| Велорі Габбард       |                   |
| Рональд Гантер       | незнайомець       |
| Марті Інджелс        | містер Будро      |
| Крістін Кренч        | продавчиня        |
| Джон Лендіс          | менеджер магазину |
| Даніель Ланглуа      | Енні              |
| Сенді Мартін         |                   |
| Шон МакГ'ю           | офіцер 2          |
| Рікардо Медіна мол.  | офіцер            |
| Філ Ньюбі            | Філ               |
| Лео Кіньонес         | репортер          |
| Чарльз Шнайдер       | продавець зброї   |
| Кент Шокнек          | диктор новин      |
| Малкольм Фостер Сміт | охоронець         |
| Девід Урі            | власник магазину  |
| Шон Янг              | Мадлен Волп       |